# Keverékek
A keverékek többkomponensű, egy- vagy többfázisú rendszerek, amelyekben az összetevők aránya tetszőleges. A keverékekben különböző elemek vagy vegyületek együtt fordulnak elő. A komponensek elkülönültségének mértékétől és a közöttük lévő határfelület hiányától vagy meglététől függetlenül egyaránt keveréknek hívjuk ezeket a rendszereket. Halmazállapotuk alapján beszélhetünk gázkeverékekről, ekkor minden komponens gáz halmazállapotú (például levegő), folyadékelegyekről (például alkohol–víz elegy), vagy szilárd halmazállapotú komponensekből álló keverékekről (például ötvözetek, gránit, homok).

## Definíció
A keverék definíciója az IUPAC megfogalmazásában: olyan anyagrész, amely két vagy több összetevőből (más néven alkotórészből) áll.
A meghatározásból látható, hogy igen kevés megkötéssel jár, ezért mindent lefed, ahol többféle anyag van egy rendszeren belül. Ennek értelmében az oldatok, az elegyek és a diszperz rendszerek is mind a keverékek csoportjába tartoznak.

## Diszperz rendszerek
A diszperz rendszerek az alkotórészek mérete alapján 3 csoportra bonthatók: megkülönböztetünk homogén, heterogén és kolloid rendszereket. A heterogén keverékekben a szétoszlatott, elkevert részecskék mérete nagyobb 1000 nanométernél (1 nm = 1 x 10−9 m). Ilyen keverékre példa a gránit, a sár, vagy az olaj és a víz keveréke. A homogén keverékekben az anyag egyenletes eloszlású, az alkotórészek mérete kisebb 1 nanométernél. Homogén rendszer a cukoroldat, de ilyen a csapvíz is (a benne lévő oldott ásványi anyagok és oxigén miatt), ezekben a keverékekben nem különülnek el a fázisok, és ezért fázisok közötti határfelület sem figyelhető meg. A kolloid rendszerekben a szétoszlatott anyagrészek 1-1000 nanométer nagyságúak lehetnek, tehát a kolloidok átmenetet képeznek a homogén és a heterogén rendszerek között. A tej, a vér és a zselatin például kolloid oldat, mert bennük kolloid méretű részecskék találhatók.

## Elegyek
Elegyről akkor beszélünk, ha a keverék egyik összetevőjét sem emeljük ki a többivel szemben, mint például az oldatoknál az oldószert. Az elegy kifejezést leggyakrabban gázkeverékekre és folyadékok keverékeire használják. A legismertebb gázelegy a levegő, amely nitrogénből, oxigénből, kevés nemesgázból, szén-dioxidból, vízgőzből, egyéb szilárd szemcsékből és folyadékcseppekből (aeroszol) áll. Jól ismert folyadékelegy a kőolaj, amely alapvetően több ezer különféle szénhidrogén-molekulából áll.

## Oldatok
Az oldatok a keverékek speciális fajtájának tekinthetők. Az oldatok esetében a komponensek aránya csak egy felső határig (az ún. oldhatóságig) tetszőleges. Az oldatok valamilyen folyékony oldószer(ek)ből (például benzin, alkohol, víz) és oldott anyag(ok)ból állnak, amelyeknek tetszőleges a halmazállapota. Az oldószer rendszerint (de nem kötelező módon) nagyobb mennyiségeben van jelen, mint az oldott anyag. Az oldatok annyiban térnek el az egyéb keverékektől, hogy a részecskék között ható (kohéziós, elektrosztatikus és egyéb) erők befolyásolják a keverék tulajdonságait. Például a gázelegyek térfogata (elméletileg) egyenlő a komponensek térfogatának összegével, míg az oldatok térfogata általában kisebb a résztérfogatok összegénél.
Az oldhatósággal általában az oldott anyagot jellemezzük: kifejezi, hogy az adott anyag, adott oldószerben, adott hőmérsékleten milyen mértékben képes maximálisan oldódni, hogy telített oldat keletkezzen.

## Tulajdonságaik
A keverékek tulajdonságai lehetnek
extenzív (additív)
intenzív (kiegyenlítődő) tulajdonságok.
A részecskék darabszáma, az anyagmennyiség és a tömeg feltétlenül additív. Az additivitás fennáll még az ideális gázok térfogatára is. Folyadékoknál (oldatoknál) és szilárd anyagoknál (kristályoknál) a térfogat nem növekszik a komponensek térfogatával lineárisan. Ez a kötési energiák, van der Waals erők, elektrosztatikus erők hatásával magyarázható.
Az intenzív tulajdonságokat minden jelenség esetén külön kell megtárgyalni. Például két különböző anyagi minőségű és hőmérsékletű anyag keverésénél az eredő hőmérséklet függ a komponensek fajlagos hőkapacitásától, de járulékos mennyiségektől is, mint az oldáshő.